# Ramón Pereira
Ramón Pereira Gómez (Mérida, Badajoz, España, 12 de septiembre de 1978) es un exfutbolista español que jugaba como delantero.

## Trayectoria
Héroe del primer ascenso de la Sociedad Deportiva Ponferradina a segunda división en 2006, fue quien provocó el saque de banda que precedió a la falta del gol que supuso la victoria final.
En 2009 fue fichado por el Jerez Industrial C. F., también de la Segunda División B. En agosto de 2010, junto con Manu Barreiro, y ante las protestas del resto de sus compañeros por el perjuicio que les provocaba, se negó en rotundo a negociar las deudas que tenía pendientes en AFE con el Jerez Industrial, lo que estuvo a punto de provocar el descenso administrativo del equipo a Primera División de Andalucía, e impedir, de esta forma, que el resto de sus compañeros pudiera cobrar un solo euro de una deuda previamente renegociada. Como consecuencia de ello, algunos de sus compañeros de plantilla tuvieron que renunciar a una parte aún mayor de sus salarios para que Barreiro y Pereira pudieran cobrar la totalidad.

## Clubes
| Club                      | País    | Año       |
| ------------------------- | ------- | --------- |
| Atlético de Madrid "B"    | España  | 1997-1998 |
| S. D. Ponferradina        | España  | 1999      |
| S. D. Ponferradina        | España  | 2002-2003 |
| Heart of Midlothian F. C. | Escocia | 2005      |
| S.D. Ponferradina         | España  | 2006-2007 |
| S. D. Huesca              | España  | 2007-2008 |
| Atlético Baleares         | España  | 2009      |
| Jerez Industrial C. F.    | España  | 2009      |

- Datos: Q7290545